# Auzeodes coctata
Auzeodes coctata är en fjärilsart som beskrevs av W. Warren 1897. Auzeodes coctata ingår i släktet Auzeodes och familjen mätare. Inga underarter finns listade i Catalogue of Life.